# The Rose (groupe)
Ne doit pas être confondu avec The Rose ou The Rose (chanson).
The Rose (en coréen : 더 로즈) est un groupe sud-coréen formé par J&Star Entertainment et est composé de quatre membres : Woosung, Dojoon, Taegyeom et Hajoon. Le groupe a débuté avec la sortie de leur premier single Sorry le 3 août 2017.

## Histoire
Dojoon et Jaehyeong se sont rencontrés alors qu'ils performaient dans la rue à Hongdae. Souvent occupé en tant que stagiaire de DSP Media, Dojoon avait rarement le temps de rencontrer Jaehyeong et a plus tard avoué lors d'une interview radio qu'il n'était pas du genre à désobéir à son agence. Jaehyeong a commencé à faire du busking avec Hajoon plus tard dans l'année après que les deux se soient rencontrés en s'entraînant dans le même studio, et le duo s'est mis à la recherche d'un autre membre.
À la fin de l'année 2015, Jaehyeong a recruté Dojoon, qui avait quitté sa société. Le trio a créé le groupe indie Windfall et a commencé à écrire sa propre musique, tout en postant des reprises musicales sur YouTube et en se produisant dans la rue. Lorsque le groupe a décidé de chercher son quatrième et dernier membre, Dojoon a recruté Woosung, qu'il avait rencontré par le biais d'un ami commun.
En 2016, le groupe intègre la société J&Star. Ils débutent le 3 août 2017 avec leur premier single Sorry, sous le nom The Rose, 1 an et demi après que Woosung ait rejoint le groupe.
Ils ont fait leur premier comeback le 31 octobre avec leur deuxième single Like We Used To.
Le groupe est connu pour ses reprises de chansons populaires faites avant et après leur début. Les quatre membres écrivent, composent et arrangent leurs propres chansons.
Le 14 décembre 2017, Sorry est nommée par Billboard l'une des meilleures chansons de k-pop de l'année 2017.
Ils ont tenu leur premier concert solo The Black Rose Day le 24 décembre 2017, au Mpot Hall à Séoul. Le 21 décembre, ils ont annoncé leur première tournée européenne qui visitera Bruxelles, Moscou, Istanbul, Londres et Budapest.
Le 12 janvier 2018, le groupe a été listé comme étant l'un des 5 nouveaux artistes coréens à suivre en 2018 par Billboard. 
Le 25 juillet 2019, Woosung a débuté comme soliste avec la chanson Face, contenu dans l'album Wolf.

## Membres
| Nom de scène | Nom de scène | Nom de naissance | Nom de naissance | Date de naissance | Nationalité | Position                                            |
| Romanisé     | Coréen       | Romanisé         | Coréen           | Date de naissance | Nationalité | Position                                            |
| ------------ | ------------ | ---------------- | ---------------- | ----------------- | ----------- | --------------------------------------------------- |
| Woosung      | 우성         | Kim Woosung      | 김우성           | 25 février 1993   | Américain   | Leader, chanteur secondaire, guitariste             |
| Dojoon       | 도준         | Park Dojoon      | 박도준           | 20 avril 1993     | Sud-coréen  | Chanteur principal, claviériste, guitariste         |
| Hajoon       | 하준         | Lee Hajoon       | 이하준           | 29 juillet 1994   | Sud-coréen  | Rappeur, chanteur , batteur                         |
| Taegyeom     | 태겸         | Lee Taegyeom     | 이태겸           | 3 novembre 1994   | Sud-coréen  | Chanteur , bassiste, visuel, Maknae (le plus jeune) |

## Discographie

### EP
- RED (2019)

### Void (2018)
1. Candy (So good)
2. Baby
3. I.L.Y.
4. Sorry
5. Like we used to
6. Baby (instrumental)
7. Sorry (instrumental)
8. I.L.Y. (instrumental

### Dawn (2018)
1. I don't know you
2. She's in the rain
3. Take me down
4. Insomnia
5. She's in the rain (instrumental)

### Heal (2022)
1. Definition of ugly is
2. Childhood
3. Shift
4. Cure
5. See-saw
6. Time
7. Yes (feat. James Reid)
8. Sour

### DUAL (2023)
1. Dawn
2. You're beautiful
3. Nauseous
4. Back to me
5. Lifeline
6. Dusk
7. Angel (feat. Trevor Daniel)
8. Eclipse
9. Alive
10. Cosmo
11. Wonder

### Singles
- Sorry (2017)
- Like We Used To (2017)
- Baby (2018)
- With You (2018)
- She’s In The Rain (2018)
- Red (2019)
- Black Rose (2020)
- Beauty and the Beast (2021)
- Back to Me (2023)

## Concerts

### En tête d'affiche
- The Rose First Concert - The Black Rose Day (2017)
- The Rose First Europe Tour - Paint it Rose Tour in Europe (2018)
- The Rose - We Rose You - World tour (2019)
- The Rose- Dual - World tour (2023-2024)
- The Rose- once upon a WRLD Tour- World tour (2025)

## Filmographie

### Dramas
- 2016 : Entertainer : Membres d'un groupe

### Émissions de télévision
- 2011-2012 : K-pop Star : Woosung[7]
- 2017 : Tour vs Tour : Woosung[8]
- 2017 : Pops in Seoul : Tous[9]

### Clips vidéos
- 2017 : Sorry
- 2017 : Like We Used To de Son Dong-rak & Song Jung-kyu
- 2018 : Baby
- 2018 : She's in The Rain
- 2019 : RED de STONE
- 2021 : Beauty and the Beast
- 2022 : Childhood
- 2022 : Sour
- 2023 : Back to me

## Récompenses
- 2018 International K-Music Awards : Most Promising Artist